# Colesburg
Colesburg est une ville du comté de Delaware, en Iowa, aux États-Unis. La ville est baptisée en l'honneur de ses fondateurs, Hiram Cole et James Cole.

## Source de la traduction
- (en) Cet article est partiellement ou en totalité issu de l’article de Wikipédia en anglais intitulé « Colesburg, Iowa » (voir la liste des auteurs).